# Lindsayomyrteae
Lindsayomyrteae es una tribu de plantas de la familia de las mirtáceas. Tiene los siguientes géneros:

## Géneros
- Lindsayomyrtus B.Hyland & Steenis